# Frits van Kretschmar
Jhr. Frederik Gerhard Lodewijk Oswald (Frits) van Kretschmar van Veen (Soerabaja, 2 september 1919 - Aldeburgh (UK), 14 januari 2019) was een Nederlands kunsthistoricus en directeur van het Iconografisch Bureau.

## Biografie
Van Kretschmar was een telg uit het geslacht Van Kretschmar en een zoon van ingenieur jhr. ir. Constantijn Leopold Carel van Kretschmar van Veen, heer van Veen (1891-1967) en Moussia Aberson (1890-1973). Sinds het overlijden van zijn broer jhr. Jacob Adriaan van Kretschmar van Veen (1917-1993) was hij hoofd van het Nederlandse adellijke geslacht. Hij deed in 1937 examen aan het Vrijzinnig-Christelijk Lyceum in Den Haag. In 1944 publiceerde hij, voor zover bekend, zijn eerste artikel: over het geslacht Loogen in De Nederlandsche Leeuw, in welk tijdschrift hij nog vaak zou publiceren. Op 15 oktober 1961 trad hij in dienst van het in 1955 opgerichte Iconografisch Bureau als wetenschappelijk medewerker, om per 1 januari 1964 het hoofd van het IB te worden. Vanaf 1 november 1971 werkte hij ruim twee jaar bij de Fondation Custodia in Parijs. In 1974 keerde hij naar het bureau terug om er directeur te worden. Hij bleef die functie behouden tot 1 september 1984 toen hij de pensioengerechtigde leeftijd bereikte. Vervolgens bleef hij nog een jaar in deeltijd als adviseur aan het bureau verbonden. Ter gelegenheid van zijn afscheid van het bureau ontving hij de Museummedaille in zilver en werden verscheidene publicaties aan hem opgedragen. Tevens werd hem bij zijn afscheid op 28 september 1984 een receptie in het Algemeen Rijksarchief aangeboden en kreeg hij als afscheidsgeschenk een geschilderd portret uit 1984 door Dick Stapel dat hij vervolgens doneerde aan het IB. Hij werd opgevolgd door drs. K.E. Schaffers-Bodenhausen, met mr. E.J. Wolleswinkel als adjunct-directeur. In 1991 kwam hij in de media omdat de Zuid-Afrikaanse bank biljetten had uitgegeven met het portret van Jan van Riebeeck dat volgens Van Kretschmar niet een portret van hem zou zijn.
Van Kretschmar heeft veel voor het iconografisch onderzoek in Nederland betekend. Naast het inventariserende werk dat hij vanaf het begin bij het Iconografisch Bureau verrichtte, onder andere inventarisaties van veel particuliere, veelal adellijke familieportrettencollecties dan wel die van adellijke huizen en kastelen, heeft hij tevens veel gepubliceerd over dat onderwerp. Daarnaast was hij vele schrijvers behulpzaam bij hun onderzoek naar portretten, hetgeen blijkt uit de vele dankvermeldingen in publicaties. Hij hield zich ook met genealogie bezig. Zoals hierboven vermeld, was zijn eerste artikel er een over een geslacht. In 1946 publiceerde hij over zijn eigen familie. Zijn laatst bekende publicatie is de genealogie van het Nederlandse geslacht Bosch Reitz uit 1997.
In 1981 werd Van Kretschmar bij de lintjesregen benoemd tot Officier in de Orde van Oranje-Nassau. Jhr. F.G.L.O. van Kretschmar van Veen overleed in 2019 in Engeland in zijn 100e levensjaar.
Op 18 maart 2019 maakte het Mauritshuis bekend dat Van Kretschmar een jaar eerder een pastelportret door Jean-Baptiste Perronneau van diens voorvader Jacob van Kretschmar (1721-1792) aan het museum had geschonken.